# Gymnorhina
Gymnorhina is een geslacht van zangvogels uit de familie Artamidae (spitsvogels).

## Soort
Het geslacht kent de volgende soort:
- Gymnorhina tibicen – Zwartrugfluitvogel